# اورلین چدجو
اورلین بایارد چدجو فونگنگ (فرانسوی: Aurélien Bayard Chedjou Fongang‎؛ زاده ۲۰ ژوئن ۱۹۸۶) بازیکن فوتبال اهل کامرون است.